# Low Moor (Iowa)
Low Moor ist eine Kleinstadt (mit dem Status „City“) im Clinton County im Osten des US-amerikanischen Bundesstaates Iowa. Das U.S. Census Bureau hat bei der Volkszählung 2020 eine Einwohnerzahl von 250 ermittelt.

## Geografie
Low Moor liegt im Südosten des Clinton County auf 41°48′06″ nördlicher Breite und 90°21′17″ westlicher Länge und erstreckt sich über 1,2 km². Der Ort liegt rund 5 km westlich des Mississippi, der die Grenze zu Illinois bildet. Die Grenze zu Wisconsin befindet sich rund 100 km nördlich. Low Moor ist die einzige selbstständige Gemeinde in der Eden Township.
Benachbarte Orte von Low Moor sind Clinton (17,4 km ostnordöstlich), Camanche (9 km östlich), Folletts (5,9 km südlich), DeWitt (19,1 km westlich) und Elvira (6,6 km nördlich).
Die nächstgelegenen größeren Städte sind Dubuque (102 km nördlich), Rockford in Illinois (155 km ostnordöstlich), die Quad Cities (46,9 km südwestlich) und Cedar Rapids (123 km westnordwestlich).

## Verkehr
Der U.S. Highway 30 führt in West-Ost-Richtung im Abstand von etwa einem Kilometer an Low Moor vorbei. Durch das Stadtgebiet führen nur untergeordnete teils unbefestigte Fahrwege sowie innerörtliche Straßen.
Parallel zum Highway 30 verläuft durch Low Moor eine Eisenbahnlinie der Union Pacific Railroad.
Der nächstgelegene Flugplatz ist der 4,9 km nordöstlich gelegene Clinton Municipal Airport; der nächstgelegene größere Flughafen ist der 56,8 km südöstlich gelegene Quad City International Airport.

## Demografische Daten
Nach der Volkszählung im Jahr 2010 lebten in Low Moor 288 Menschen in 117 Haushalten. Die Bevölkerungsdichte betrug 240 Einwohner pro Quadratkilometer. In den 117 Haushalten lebten statistisch je 2,46 Personen.
Ethnisch betrachtet setzte sich die Bevölkerung zusammen aus 97,6 Prozent Weißen und 0,7 Prozent Afroamerikanern; 1,7 Prozent stammten von zwei oder mehr Ethnien ab. Unabhängig von der ethnischen Zugehörigkeit waren 0,3 Prozent der Bevölkerung spanischer oder lateinamerikanischer Abstammung.
21,9 Prozent der Bevölkerung waren unter 18 Jahre alt, 61,8 Prozent waren zwischen 18 und 64 und 16,3 Prozent waren 65 Jahre oder älter. 46,5 Prozent der Bevölkerung war weiblich.
Das mittlere jährliche Einkommen eines Haushalts lag bei 48.333 USD. Das Pro-Kopf-Einkommen betrug 29.696 USD. 5,8 Prozent der Einwohner lebten unterhalb der Armutsgrenze.